# Ikarus 190
Ikarus 190 — автобус большой вместимости венгерской фирмы Ikarus, выпускавшийся с 1973 по 1977 год по немецкому стандарту VöV-Standard-Bus.

## История
В 1970-е годы стартовало серийное производство семейства Ikarus 200. В то время завод получил значительное международное признание, поэтому было решено попытаться пробиться и на западногерманский рынок. В 1970-е годы в Западной Германии существовала так называемая «Ассоциация транспортных компаний» (нем. Verband Öffentlicher Verkehrsbetriebe). Эта организация разработала стандарт VöV-Standard-Bus, который представлял собой строгую систему определения того, как должны выглядеть автобусы, вводимые в эксплуатацию, и как они должны быть спроектированы. Как следствие этого строгого регламента, Ikarus 190 был очень похож на другие автобусы, например, Mercedes-Benz O305 или MAN 750 HO-SL.
В 1970-е годы в Венгрии стало выпускаться семейство Ikarus 200, которое было разработано именно для того, чтобы завод мог выпускать единый, но универсальный автопарк. В то же время этот принцип вплотную противоположен конструкции городских и пригородных автобусов с задним расположением двигателя. Ikarus 190, в свою очередь, не входил в серию Ikarus 200, а выпускался по стандарту VöV-Standard-Bus.
Первый серийный экземпляр Ikarus-190 сошёл с конвейера в декабре 1973 года. Первые 20 автобусов Ikarus 190 эксплуатировались в Бергедорфе с регистрационными номерами 7329—7348. С 1975 по 1977 год дальнейшие поставки из Венгрии осуществлялись в компанию VHH, в города Ноймюнстер и Нордерштедт. Планировались поставки 280 автобусов, но в итоге поступило лишь 154 экземпляра. В середине 1980-х годов эксплуатация Ikarus 190 в Германии была прекращена. С 1982 по 1984 год компания VHH продала несколько первых трёх серий Ikarus 190 другим компаниям: 12 автобусов были переданы в VGH (Нижняя Саксония), 6 автобусов поступило в Kyrburg-Reisen в земле Рейнланд-Пфальц, а некоторые другие автобусы были переданы в другие автобусные предприятия, в основном, в Вестфалию. В 1986 году 15 последних автобусов Ikarus 190 были переданы в Вайблинген предприятию Omnibus-Verkehr Ruoff.
Утверждается, что в начале 1980-х годов в Кувейт было поставлено 100 автобусов Ikarus 190.

## Особенности
Ikarus 190 оснащён шестицилиндровым дизельным двигателем Raba-MAN D2156 HM6U мощностью 190 л. с. в паре с трансмиссией ZF S4-90.

## Заводские модификации
| Тип    | Внешние признаки                                                             | Эксплуатация |
| ------ | ---------------------------------------------------------------------------- | ------------ |
| 190.00 | Оригинальная версия.                                                         | ФРГ          |
| 190.01 | В заднем углу также расположено окно.                                        | ФРГ          |
| 190.02 | В заднем углу также расположено окно. Уменьшено количество мест для сидения. | ФРГ          |
| 190.03 | Фары от автобусов Ikarus 200, трансмиссия Renk-Doromat.                      | Кувейт       |